# ماريا ميتشل
ماريا ميتشل (بالإنجليزية: Maria Mitchell)‏ (و. 1818 – 1889 م) هي عالمة فلك، وأمينة مكتبة، وأستاذة جامعية من الولايات المتحدة الأمريكية. ولدت في نانتوكيت. كانت عضوة في الجمعية الأمريكية للفلسفة، والأكاديمية الأمريكية للفنون والعلوم، والجمعية الأميركية لتقدم العلوم.
توفيت في لين، عن عمر يناهز 71 عاماً.

## نشأتها (1818-1846)
وُلدت ماريا ميتشل في 1 أغسطس 1818 في نانتوكيت، (التي تبعد 30 ميلًا عن كيب كود)، ماساتشوستس إلى ليديا كولمان ميتشل، عاملة مكتبة، وويليام ميتشل، مدرّس وفلكي هاوي. كانت ثالت الأطفال العشرة، ميتشيل وإخوانها نشأوا من ضمن الكويكرز (جمعية الأصدقاء الدينية)، وهي ديانة ذو عقائد تقدر التعليم والعمل الملموس. علَّم والدها جميع أبنائه حول الطبيعة وعلم الفلك، كما منحهم عمل والدتها في مكتبتين الوصول إلى مجموعة متنوعة من المعرفة.
أظهرت ميتشل بشكل خاص اهتمامًا وموهبة في علم الفلك والرياضيات المتقدمة. علّمها والدها تشغيل عدد من الأدوات الفلكية بما في ذلك أجهزة الكرونومتر وآلة السدس (جهاز فلكي لقياس الزاوية بين نجمين)، والتلسكوبات الانكسارية البسيطة، وتلسكوبات دولاند. ساعدت ميتشل والدها في أغلب عمله مع البحارة المحليين وفي ملاحظاته في السماء ليلًا.
يقدران والدا ميتشل، مثل غيرهم من الكويكرز، التعليم فأصرّا على منحها نفس فرص التعليم التي يتلقاها الفتيان. كانت محظوظة لأن والدها كان مدرسًا مختصًّا في مدرسة عامة وله اهتمام بالرياضيات وعلم الفلك. رأى أن ميتشل، أبدت اهتمامًا خاصًا وأظهرت موهبتها من بين جميع أطفاله الذين تلقوا معرفةً بعلم الفلك. بالإضافة إلى ذلك، فإن أهمية جزيرة نانتوكيت كميناء لصيد الحيتان يعني أن زوجات البحّارة تُركوا لشهور، وأحيانًا سنوات، لإدارة الشؤون في المنزل أثناء وجود أزواجهن في البحر، وبالتالي تعزيز جو من الاستقلال النسبي والمساواة للنساء حيث كانت الجزيرة بمثابة منزلهنَّ.
بعد التحاقها بمدرسة إليزابيث غاردنر الصغيرة في سنوات طفولتها الأولى، التحقت ميتشل بمدرسة القواعد الشمالية، حيث كان وليام ميتشل أول مدير. بعد عامين من تأسيس تلك المدرسة، عندما كان عمرها 11 عامًا، أسس والدها مدرسته الخاصة في شارع هوارد. هناك، كانت طالبة وأيضًا مساعدة تدريس لأبيها. في المنزل، علَّمها والدها علم الفلك باستخدام تلسكوبه الشخصي. في سن 12 والنصف ساعدت والدها في حساب اللحظة الدقيقة لكسوف الشمس، في عام 1831.
أُغلقت مدرسة والدها، وبعد ذلك التحقت بمدرسة كاهن الموحدين سيراس بيرس للسيدات الشابات حتى بلغت السادسة عشرة. في وقتٍ لاحق، عملت مع بيرس كمساعدة تدريس له قبل أن تفتح مدرستها الخاصة في عام 1835. طورت ميتشل أساليب التدريس التجريبية، والتي مارستها في مناصبها التعليمية المستقبلية. اتخذت قرار السماح للأطفال غير البيض بالالتحاق بمدرستها، وهي خطوة مثيرة للجدل لأن المدرسة الحكومية المحلية كانت لا تزال تفصل بين البيض والسود في ذلك الوقت.
بدأت ميتشل العمل كأول أمينة مكتبة نانتوكيت أثينيوم في عام 1836 وتولَّت هذا المنصب لمدة 20 عامًا. مكنتها ساعات العمل المحدودة للمؤسسة من مساعدة والدها في سلسلة من الملاحظات الفلكية والحسابات الجغرافية لمسح ساحل الولايات المتحدة ومواصلة تعليمها الخاص.
عملت ميتشل ووالدها في مرصد صغير شُيد على سطح مبنى بنك المحيط الهادئ مع تلسكوب استوائي يبلغ قطره 4 بوصات وفّرته الدراسة. بالإضافة إلى البحث عن السديم والنجوم المزدوجة، أنتج كلاهما خطوط الطول والعرض من خلال حساب ارتفاعات النجوم وتوجهها وتطورات القمر، على التوالي.
لا يزال هناك القليل من وثائقها الشخصية قبل عام 1846. تعتقد عائلة ميتشل أنها شاهدت أوراق شخصية لزملائها من نانتوكيت في الشارع بسبب حريق عام 1846 الكبير، وبسبب الخوف من اندلاع حريق آخر، أحرقت مستنداتها الخاصة للحفاظ على خصوصيتها.

## اكتشاف «مذنَّب الآنسة ميتشل» (1846-1849)
في الساعة 10:50 مساء يوم 1 أكتوبر، 1847، اكتشفت ميتشل المذنَّب السادس  1847 (التسمية الحديثة: سي/ 1847 تي1) باستخدام تلسكوب دولاند الانكساري مع ثلاث بوصات من الفتحة وطول بؤري 46 بوصة. لاحظت الجسم المجهول يطير على الرغم من أن السماء في منطقة لم يُلاحَظ فيها من قبل أي نشاط آخر، واعتقدت أنه مذنَّب. أصبح المذنَّب فيما بعد يُعرف باسم «الآنسة ميتشل».
نشرت ميتشل بيانًا باكتشافها في مجلة سيليمان في يناير 1848 تحت اسم والدها. في الشهر التالي، قدمت حساباتها الخاصة لمدار المذنَّب، مما يضمن مطالبتها باعتبارها المكتشف الأصلي. احتُفل بميتشل في مؤتمر سينيكا فولز لاكتشافها وحساباتها في وقت لاحق من ذلك العام.
في عام 1848، مُنحت ميتشل جائزة الميدالية الذهبية لاكتشافها من قبل ملك الدنمارك كريستيان الثامن. سبق لهذه الجائزة أن أنشأها ملك الدنمارك فريدريك السادس لتكريم «المكتشِف الأول» لكل مذنب تلسكوبي جديد، وهو مذنَّب خافت للغاية بحيث لا يمكن رؤيته بالعين المجردة.
نشأت تساؤلات حول هوية المكتشِف الأول مؤقتًا لأن فرانسيسكو دي فيكو اكتشف بشكل مستقل نفس المذنَّب بعد يومين من ميتشل ولكنه أبلغ السلطات الأوروبية أولًا. حُلَّت التساؤلات لصالح ميتشل وحصلت على الجائزة. وسُجلت ميدالتها في السطر 257 من الكتاب الأول لفيرجيل الجورجي: (لا يمكن أن نشاهد المكان والنجوم الصاعدة دون جدوى).
كانت النساء السابقات الوحيدات اللاتي اكتشفنَ المذنَّب هنَّ عالمتَي الفلك كارولين هيرشل وماريا مارغريتا كيرتش.

## السنوات المتوسطة (1849-1864)
أصبحت ميتشل من المشاهير بعد اكتشافها وحصولها على الجوائز، مع مئات المقالات الصحفية التي كتبت عنها في العقد التالي. في منزلها في نانتوكيت، استضافت عدد من الأكاديميين البارزين في ذلك الوقت مثل رالف والدو إمرسون وهرمان ملفيل وفريدريك دوغلاس وسوجورنر تروث.
في عام 1849، قبلت ميتشل منصب الحوسبة لمسح الساحل الأمريكي الذي أُجري في مكتب تقويم الولايات المتحدة. تألف عملها من تتبع تحركات الكواكب - وخاصة الزهرة - وتجميع جداول مواقعها لمساعدة البحّارة في الملاحة.
سافرت ميتشل إلى أوروبا في عام 1857. أثناء تواجدها في الخارج، قامت ميتشل بجولة في مراصد علماء الفلك الأوروبيين المعاصرين السير جون وكارولين هيرشل وماري سمرفيل.
تحدثت أيضًا مع عدد من الفلاسفة الطبيعيين بمن فيهم ألكساندر فون هومبولت، وويليام ويلي، وآدم سيدجويك قبل مواصلة رحلاتها مع ناثانيال هاوثورن وعائلته. ميتشل لم تتزوج أبدًا، لكنها ظلَّت قريبة من عائلتها طوال حياتها، حتى أنها عاشت في لين، ماساتشوستس مع شقيقتها كيت وعائلتها في عام 1888.

## جوائز
حصلت على جوائز منها:
- قاعة الشهرة الوطنية للمرأة.

## روابط خارجية
- ماريا ميتشل على موقع الموسوعة البريطانية (الإنجليزية)
- ماريا ميتشل على موقع إن إن دي بي (الإنجليزية)